# Willi Lemm

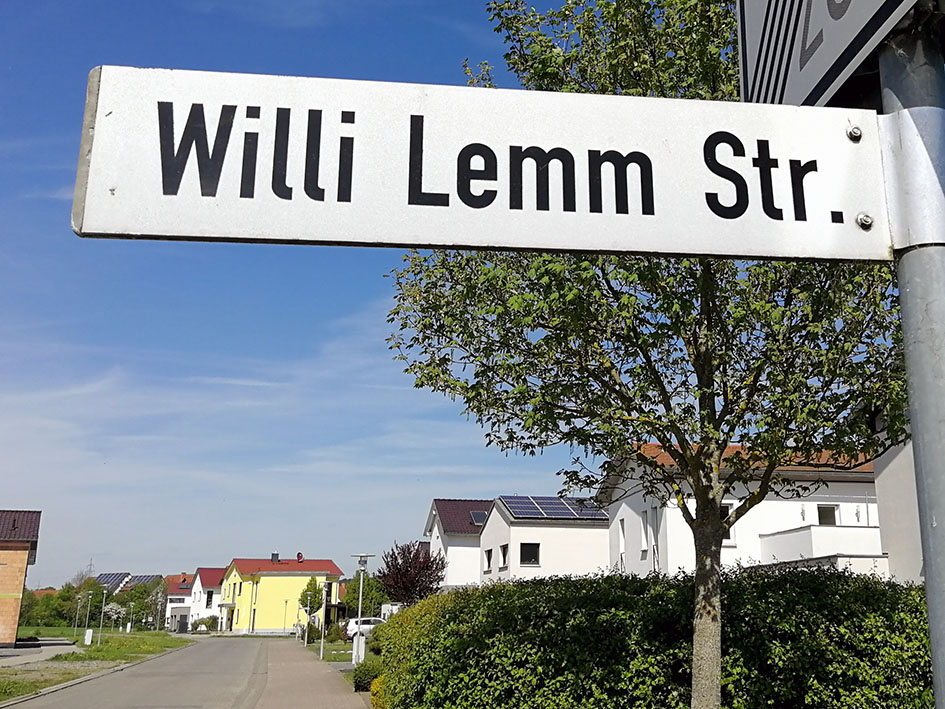
Die Willi Lemm Strasse in Bad Neustadt an der Saale

Willi Lemm (* 23. März 1905 in Gelsenkirchen; † 1. Februar 1973 in Bad Neustadt an der Saale) war ein deutscher Maler und Grafiker. Er hatte eine besondere Bindung zur Rhön und zu seiner Wahlheimat Bad Neustadt an der Saale.

## Leben
Willi Lemm begann seinen Lebensweg als Handwerker. Aber schon bald kam seine künstlerische Ader zum Tragen. Er unternahm schon früh Reisen in benachbarte Länder zu Westfalen. 1937 siedelte er zunächst in den hessischen Vogelsberg, 1938 nach Bad Neustadt um. 1940 wurde er zum Kriegsdienst in der Wehrmacht eingezogen. Dort war er auch künstlerisch als Frontmaler eingesetzt. 1944 geriet er in französische Kriegsgefangenschaft bei Poitiers, aus der er aber 1946 fliehen konnte. 1947 erreichte er nach langer Flucht wieder seine neue Heimat, die Rhön.
Zwischen 1961 und 1968 unternahm er Studienreisen nach Italien, Jugoslawien, Spanien, Ungarn, Österreich, Kanada und Frankreich. Er starb am 1. Februar 1973.

## Ausstellungen
Gedächtnisausstellungen fanden statt zum 80., 90. und 100. Geburtstag im alten Amtshaus von Bad Neustadt sowie im Stadtteil Neuhaus, dem Heilbad in Bad Neustadt, und in der Villa Donsenhaug zu 775 Jahre urkundlicher Erwähnung der Stadt.